# Wamiqa Gabbi
Wamiqa Gabbi (Chandigar, 29 de setembro de 1993) é uma atriz indiana que aparece em filmes em punjabi e hindi. Ela fez sua estreia nas telas no filme hindi Jab We Met (2007) com um pequeno papel. Mas seu maior sucesso veio com Tu Mera 22 Main Tera 22 (2013) ao lado de Yo Yo Honey Singh e Amrinder Gill. Em seguida, ela estrelou muitos filmes em Punjabi como Ishq Brandy (2014), Nikka Zaildar 2 (2017), Parahuna (2018), Dil Diyan Gallan (2019) e Nikka Zaildar 3 (2019).

## Vida pessoal
Gabbi nasceu em uma família Punjabi em Chandigar em 29 de setembro de 1993. Seu pai, Govardhan Gabbi, é autor e escreve nas línguas hindi e punjabi, e usa Gabbi como pseudônimo.

## Carreira
é uma dançarina Kathak treinada. Sua grande chance veio com o filme Punjabi com Yo Yo Honey Singh e Amrinder Gill, Tu Mera 22 Mai Tera 22. Também estrelou dois outros filmes em Punjabi, Ishq Brandy e Ishq Haazir Hai, como co-estrela do ator Diljit Dosanjh.
Seu primeiro papel principal feminino foi como Tanisha em Sixteen. Ela estrelou como atriz principal no filme Telugu, Bhale Manchi Roju como protagonista feminina.